# Angraecum elliotii
Angraecum elliotii är en orkidéart som beskrevs av Robert Allen Rolfe. Angraecum elliotii ingår i släktet Angraecum och familjen orkidéer. Inga underarter finns listade i Catalogue of Life.